# Stadtverkehr Euskirchen
Die Stadtverkehr Euskirchen GmbH, kurz SVE, ist das kommunale Verkehrsunternehmen der Kreisstadt Euskirchen, in deren Besitz sie sich vollständig befindet.
Während die SVE das Stadtbusnetz mit zwölf Linien mit etwa 213 Haltestellen sowie sieben Schulbuslinien betreibt und organisiert, werden die Fahrleistungen ausschließlich von den Subunternehmen Regionalverkehr Köln GmbH (RVK) (größtenteils) und Laschke-Reisen durchgeführt. Die SVE ist einer der Gesellschafter der RVK.
Die SVE bewirtschaftet auch drei Parkhäuser und betreibt Parkscheinautomaten.

## Linien
Die Buslinien decken nahezu das gesamte Stadtgebiet ab. Für den gesamten Öffentlichen Personennahverkehr (ÖPNV) gilt der Tarif des Verkehrsverbundes Rhein-Sieg (VRS) und tarifraumüberschreitend der NRW-Tarif. Für den AST-Verkehr gilt ein Sondertarif.
| Linie | Betreiber | Verlauf |
| ----- | --------- | --- |
| 731   | SVE       | Schülerverkehr Euskirchen: Dom-Esch – Kleinbüllesheim – Großbüllesheim – Wüschheim – Kessenich – Euskirchen |
| 732   | SVE       | Schülerverkehr Euskirchen: Stotzheim – Roitzheim – Euskirchen-Südstadt – Euskirchen |
| 733   | SVE       | Schülerverkehr Euskirchen: Wißkirchen – Euenheim / (Oberwichterich → Frauenberg →) Elsig (← Frauenberg ← Oberwichterich) – Euskirchen |
| 735   | SVE       | Schülerverkehr Euskirchen: Roitzheim – Weidesheim – Kuchenheim Bf – Kuchenheim |
| 736   | SVE       | Schülerverkehr Euskirchen: Rheder – Kreuzweingarten – Stotzheim – Kirchheim |
| 737   | SVE       | Schülerverkehr Euskirchen: Stotzheim – Niederkastenholz / (Schweinheim) – Flamersheim |
| 738   | SVE       | Schülerverkehr Euskirchen: Billig – Euenheim – Elsig – Wißkirchen |
| 860   | SVE       | Euskirchen Bf – Lindenweg – Marienhospital – Euskirchen Bf (Ringverkehr) |
| 865   | SVE       | Euskirchen Bf – Frauenberg – Oberwichterich |
| 866   | SVE       | Euskirchen Bf – IPAS |
| 870   | SVE       | Euskirchen Bf – Wüschheim – Großbüllesheim – Kleinbüllesheim – Weidesheim – Kuchenheim Bf – Kuchenheim Markt – Palmersheim – Flamersheim – Kirchheim – (Steinbachtalsperre –) Niederkastenholz – Stotzheim – Roitzheim – Euskirchen Bf (Ringverkehr) |
| 871   | SVE       | Rudolf-Diesel-Straße – Euskirchen Bf – Euskirchen, Memelstr. |
| 872   | SVE       | Kessenich – Euskirchen Bf – (Euskirchener Heide –) Euskirchen, Theodor-Körner-Str. |
| 873   | SVE       | Euskirchen Bf – Roitzheim – Stotzheim – Niederkastenholz – (Flamersheim – Schweinheim) / (Kirchheim – Steinbachtalsperre) |
| 874   | SVE       | Euskirchen Bf – Kuchenheim – Palmersheim – Flamersheim – Kirchheim |
| 875   | SVE       | Euskirchen Bf – Kleinbüllesheim – Großbüllesheim – Wüschheim |
| 876   | SVE       | Euskirchen Bf – Kuchenheim – Weidesheim – Dom-Esch |
| 877   | SVE       | Euskirchen Bf – Billig – Rheder – Kreuzweingarten (– Bad Münstereifel Bf) |
| 878   | SVE       | Euskirchen Bf – Euenheim – Wißkirchen (– Mechernich Stiftsweg – Mechernich Bf – Kall Bf) |

- Die Linien 871 bis 875 erschließen 90 Prozent der Einwohner und stellen somit die Hauptlinien dar. Sie werden von Montag bis Freitag von 6:05 bis 19:05 Uhr im 20-Minuten-Takt bedient, zwischen 19:05 und 20:05 Uhr im 30-Minuten-Takt und zwischen 20:05 und 22:05 Uhr besteht ein 60-Minuten-Takt. Samstags wird von 7:05 bis 20:05 Uhr stündlich gefahren. Die Bedienung von Schweinheim und Niederkastenholz erfolgt nur vereinzelt. Von Mai bis September wird von der Linie 873 unter der Woche zudem das Ausflugsgebiet Steinbachtalsperre (Waldfreibad, Wanderwege) angefahren.
- Die Linie 876 verkehrt montags bis freitags als Ringlinie zwischen 06:35 und 10:15 Uhr weitgehend stündlich (außer 09:15 Uhr). Nachmittags erfolgt die Bedienung stündlich von 12:45 Uhr bis 17:45 Uhr. Seit dem 12. Dezember 2021 wurde der Fahrtweg grundlegend verändert, so dass keine Ringlinie mehr existiert, sondern klassisch Hin- und Rückfahrt über nunmehr Kuchenheim und Weidesheim nach Dom-Esch erfolgt statt über den IPAS.
- Die Linien 877 und 878 ergänzen in der Hauptverkehrszeit sowie in Taktlücken das Angebot der Regionalbuslinien 801 bzw. 808.
- Die Linien 860 und 870 verkehren als Ringlinien Fr/Sa abends (21:10–1:05 Uhr) und an Sonn- und Feiertagen (9:15–19:05 Uhr) ab Bahnhof. Während die Linie 860 mit zwei Schleifen die Innenstadt abdeckt, bedient die Linie 870 die Vororte. Von Mai bis September wird auch von der Linie 870 samstags und an Sonn- und Feiertagen zudem das Ausflugsgebiet Steinbachtalsperre (Waldfreibad, Wanderwege) angefahren.
- Das Anruf-Sammel-Taxi (AST) Euskirchen verkehrt täglich (bis 21:00 Uhr) von den gekennzeichneten Haltestellen bis zu jedem Zielort in Euskirchen („Haustür-Service“), wobei das AST mindestens 30 Minuten vor der Abfahrt telefonisch bestellt werden muss. Es gilt ein Sondertarif.

## Service und Tarifsystem
Die Stadtverkehr Euskirchen GmbH ist Mitglied im Verkehrsverbund Rhein-Sieg (VRS), d. h., es gilt der VRS-Verbundtarif bzw. verbundraumüberschreitend der NRW-Tarif und das Euregio-Ticket.
Die SVE betreibt gegenüber dem ZOB ein modernes Kundenzentrum. Die Fahrscheine können direkt beim Fahrer erworben werden. Zusätzlich sind an den größeren Haltestellen stationäre Automaten aufgestellt.

## Fuhrpark

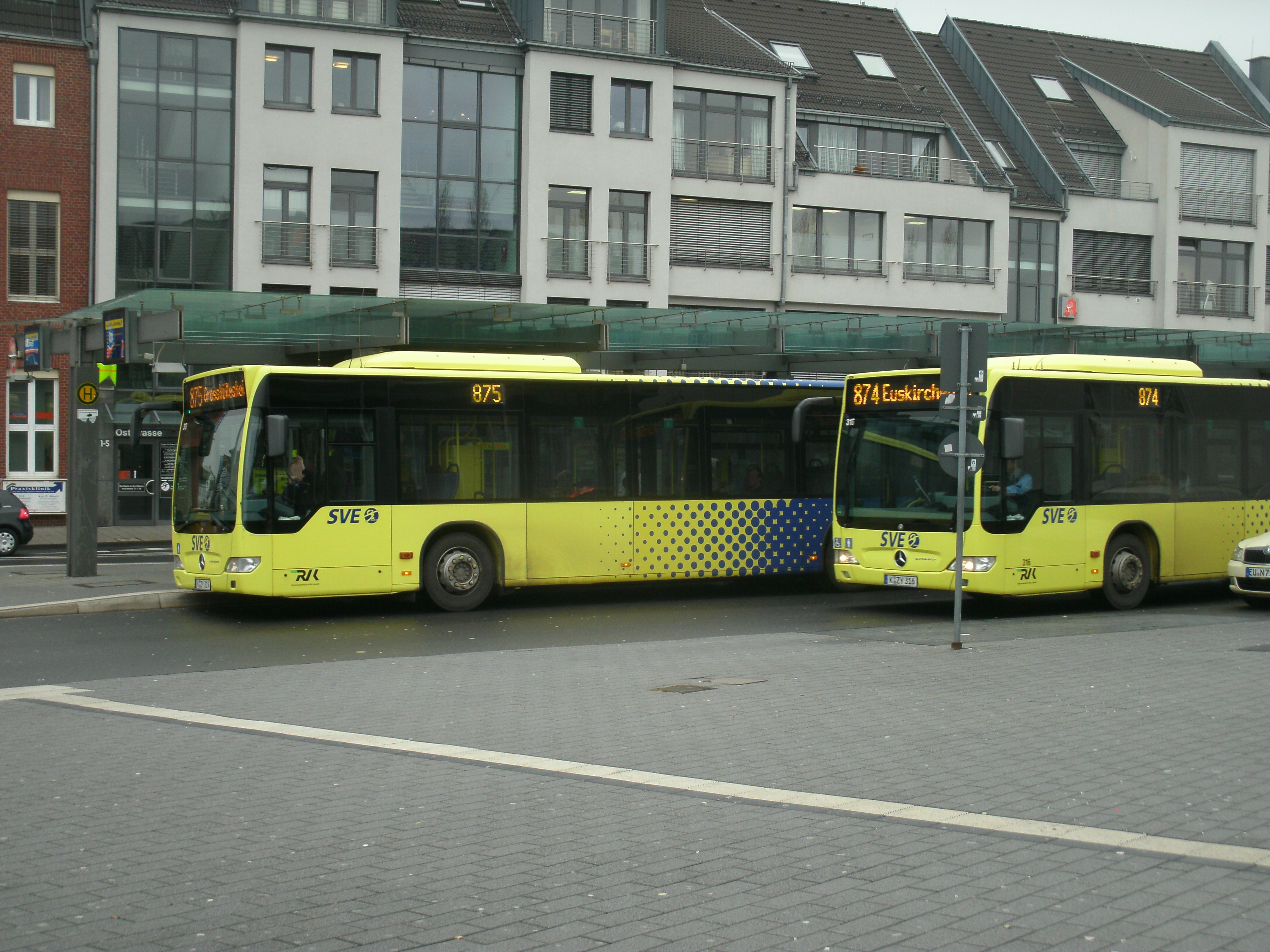
Stadtbusse der Regionalverkehr Köln (RVK) am Busbahnhof vor dem Euskirchener Bahnhof

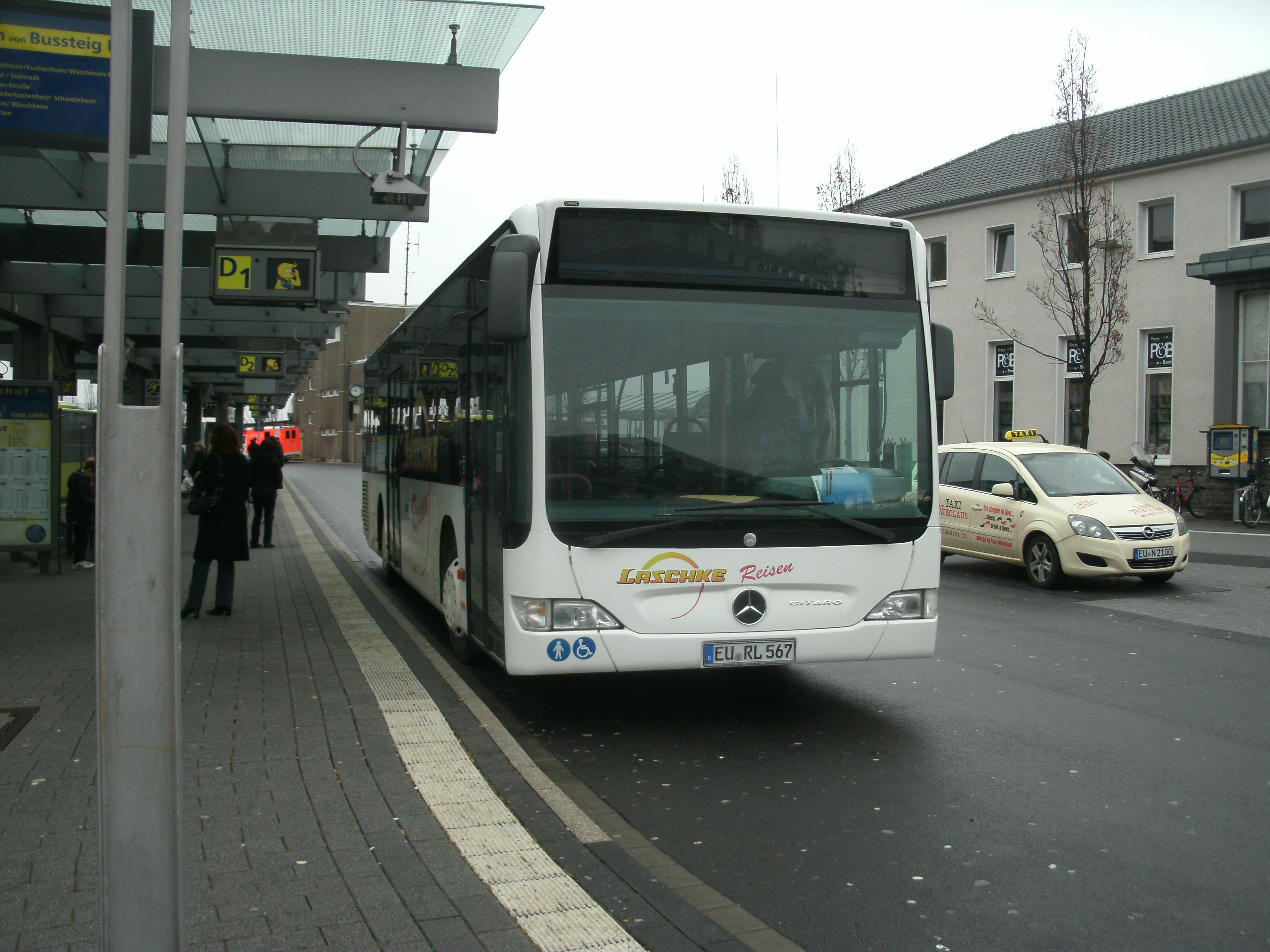
Stadtbus des Subunternehmers Laschke-Reisen am Busbahnhof vor dem Euskirchener Bahnhof

Der Fuhrpark bestand anfangs aus Midibussen und einem 12-m-Standardbus der Modelle Neoplan N 4011 und N 4416 der SVE.
Mittlerweile werden ausschließlich Fahrzeuge der zwei Auftragsunternehmer RVK und Laschke-Reisen eingesetzt. Zum 1. August 2008 wurden die Fahrleistungen auf Grundlage des im Dezember 2007 von der Stadt verabschiedeten Nahverkehrsplanes umstrukturiert. Seitdem betreibt die RVK sämtliche sog. Kernlinien, d. h. die Linien 860, 870 und 871–875 des innerstädtischen Verkehrs. Die Firma Laschke führt die Fahrten der sog. Ergänzungslinien 869, 876, 877, 878 und der der Schulbuslinien durch (siehe auch Linienübersicht). Für diesen umstrukturierten Stadtverkehr wurden seitens der RVK 17 neue Mercedes-Benz O 530 K und O 530 der zweiten Generation beschafft, die im Fahrschema der SVE (Gelb/Blau) lackiert sind. Zudem kommt ein MAN Lion’s City der RVK, ebenfalls in SVE-Farben, zum Einsatz. Die Neoplan der RVK kamen letztmals am 31. Juli 2008 zum Einsatz.
2021 wurden 23 neue Biomethanbusse der Firma EvoBus gekauft, die unter anderem mit freiem WLAN, USB-Ladeports, Busradar, Toter-Winkel-Assistent etc. ausgestattet sind und die alten Busse ersetzen.

## Geschichte
Am 3. Juni 1996 begann die im November 1995 gegründete SVE mit fünf Bussen auf den Linien 871 und 872 im 30-Minuten-Takt den innerstädtischen Linienverkehr, der bis dahin von der Firma Laschke bedient wurde. Zusätzlich wurde ein Anrufsammeltaxi-System eingeführt. 1997 wurde das Netz durch die Linie 873, 874 und 875 im 30-Minuten-Takt erweitert und die beiden ersten Linien wurden auf einen 15-Minuten-Takt umgestellt. 1996 wurden die Linien 877 und 878 sowie 1997 die Linie 876 eingerichtet. Auf den Linie 873 bis 875 wurde, entsprechend der Linien 871 und 872, auf einen 15-Minuten-Takt umgestellt. Zu den bis dahin 15 vorhandenen Stadtbussen wurden ab August 1998 weitere sechs baugleiche Fahrzeuge eingesetzt und es wurden sechs Schulverkehrslinien 861 bis 866 eingerichtet.
Nach einem Mehrheitswechsel im Stadtrat 1999 wurde im September 2002 eine „Angebotsoptimierung“ durchgeführt: Der 15-Minuten-Takt auf den Hauptlinien 871–875 wurde auf einen 20-Minuten-Takt reduziert. Hierdurch bestand nur noch einmal in der Stunde ein günstiger Anschluss am Bahnhof an den Zugverkehr. Im Juni 2006 erfolgte die nächste Angebotsausdünnung: Montags bis freitags endete der 20-Minuten-Takt bereits eine Stunde früher (um 18 Uhr) und es wurde im 30-Minuten-Takt weitergefahren. Samstags entfiel der 30-Minuten-Takt (bis 14 Uhr), die Busse fahren seitdem samstags nur noch stündlich. Zudem wurde der AST-Verkehr nach 21 Uhr eingestellt. Seit dem 11. Dezember 2006 wird auf den Hauptlinien 871–875 nur noch von 6:05 bis 8:45 Uhr und von 11:45 bis 13:45 Uhr ein 20-Minuten-Takt angeboten. Zu den übrigen Zeiten verkehrt nur noch halbstündlich ein Bus. Die Linien 877 und 878 (bisher stündlich) fahren nur noch zu den Hauptverkehrszeiten als Ergänzung der bestehenden RVK Regionalbuslinien. Im Frühverkehr entfielen montags bis samstags jeweils die ersten Fahrten.
An Freitagen und vor Wochenfeiertagen besteht zusätzlich ein Spätangebot. Die Bedienung der Innenstadt erfolgt mit der Ringlinie 860, die zwei Äste bedient. Ein Ast fährt vom Bahnhof über den Bereich Berufskolleg und Marienhospital zurück zum Bahnhof (damit werden die Linien 871 „Südstadt“ und 872 „Theodor-Körner-Straße“ in Teilen ersetzt). Der andere Ast fährt über den Bereich Kreishaus und Rüdesheimer Ring zurück zum Bahnhof (damit werden die Linien 871 „Memelstraße“, 872 „Nordstadt“ und ebenfalls teile der Linie 872 „Theodor-Körner-Straße“ ersetzt). Gefahren werden beide Äste im 60-Minuten-Takt.
Für den Außenverkehr übernimmt die Aufgabe die Ringlinie 870, die im Uhrzeigersinn vom Bahnhof über Wüschheim, Großbüllesheim, Kleinbüllesheim (Linie 875), Weidesheim (Linie 876), Kuchenheim, Palmersheim, Flamersheim, Kirchheim (Linie 874), Niederkastenholz, Stotzheim, Roitzheim (Linie 873) zurück zum Bahnhof fährt. Um 30 Minuten zeitversetzt fährt ein Bus den Ring in entgegengesetzter Richtung. In den Sommermonaten fährt die Linie zusätzlich auch die Steinbachtalsperre an. Beide Richtungen werden jeweils im 60-Minuten-Takt bedient.
Gefahren wird zwischen 22.05 und 01.05 Uhr.
Diese beiden Ringlinien übernehmen ebenfalls an Samstagen nach Betriebsschluss der Linien 871–875 den Verkehr ab 21.10 Uhr und fahren stündlich bis 01.05 Uhr. An Sonn- und Feiertagen erfolgt die Bedienung ausschließlich über die Ringlinien im 60-Minuten-Takt zwischen 09.05 und 19.05 Uhr.
Außerdem erfolgt, in den Sommermonaten, eine 2-stündliche Bedienung dieser Linie in jeder Richtung auch tagsüber an Samstagen, zusätzlich zu den Linien 873–875.
Heute besteht das Netz aus zwölf Linien, auf denen 2006 über 4,8 Millionen Fahrgäste befördert wurden. Die jährlichen Fahrgastzahlen stiegen von 600.000 im Rumpfbetriebsjahr 1996 auf 4,8 Millionen Personen im Jahr 2006 an.
Zum Fahrplanwechsel im Dezember 2012 wurde das Angebot wieder stark ausgeweitet und Montag–Freitag der 2006 eingestellte durchgehende 20-min-Takt auf den Kernlinien wiederhergestellt (bis 19 Uhr). Außerdem wurde der bestehende 30-Minuten-Takt zwischen 19 und 20.45 Uhr auf einen 60-Minuten-Takt umgestellt und die Bedienzeiten ausgeweitet (letzte Fahrt statt um 20.45 Uhr jetzt 22.05 Uhr). Zudem beginnt der Betrieb auf den fünf Kernlinien morgens bereits 30 Minuten eher, so dass die bis dato angebotenen Frühfahrten der Linien 860 und 870 entfallen. Nun verkehrt die Linie 873 in der Regel nur bis Stotzheim, einzelne Fahrten gehen über Stotzheim hinaus bis Niederkastenholz, einige davon fahren weiter über Flamersheim nach Schweinheim bzw. in den Sommermonaten auch über Kirchheim zur Steinbachtalsperre (jeweils nur mo–fr). Die Linie 875 verkehrt stets über Großbüllesheim hinaus bis Wünschheim und die Linienwege der Linien 871 und 872 wurden vereinheitlicht (wie bereits vor der Angebotsausdünnung 2006).